# Conchoraptor
A Conchoraptor gracilis a hüllők (Reptilia) osztályának dinoszauruszok csoportjába, ezen belül a hüllőmedencéjűek (Saurischia) rendjébe, a Theropoda alrendjébe, és az Oviraptoridae családjába tartozó faj.

## Tudnivalók
A Conchoraptor (magyarul: „kagylótolvaj”) egy oviraptorosaurida dinoszaurusz volt, amely a késő kréta korszakban élt, Ázsia területén. Ahogy neve is mondja, eltérően a többi oviraptoszaurusztól, a Conchoraptor inkább puhatestűekkel táplálkozott, nem tojásokkal. Az állat nem viselt a családjára jellemző taréjt, és rokonaihoz képest kisebb méretű volt.
A típusfajt, a Conchoraptor gracilist Rinchen Barsbold mongol paleontológus írta le, 1986-ban. A tudósok először azt hitték, hogy a Conchoraptor egy fiatal Oviraptor volt, és a hiányzó taréja kinőtt volna az ivarérettség elérésekor. Későbbi tanulmányozások, melyek több Conchoraptor csontváz megfigyelésén alapultak, arra következtetnek, hogy az állat egy külön nembe tartozik. A kar felépítésének nagy szerepe van a külön nembe sorolásban. Az anatómiája egy Heyuannia yanshini-szerű állat és az Oviraptor közti átmeneti lénynek mutatja.